# IC 4213
</tr 
IC 4213 је спирална галаксија у сазвјежђу Ловачки пси која се налази на листи објеката дубоког неба у Индекс каталогу.
Деклинација објекта је + 35° 40' 17" а ректасцензија 13h 12m 11,3s. Привидна величина (магнитуда) објекта IC 4213 износи 13,3 а фотографска магнитуда 14,0. Налази се на удаљености од 17,4</tr милиона парсека од Сунца. IC 4213 је још познат и под ознакама UGC 8280, MCG 6-29-57, CGCG 189-39, PGC 45848.